# Oroszlány
Oroszlány (deutsch: Ohreslahn) ist eine Stadt im gleichnamigen Kreis im Komitat Komárom-Esztergom im Norden Ungarns. Im Jahr 2011 lebten 18.634 Einwohner auf einer Fläche von 75,86 km². Oroszlány war Verwaltungssitz des Kleingebiets Oroszlány.

## Verkehr
Die Autobahn M1 (Europastraßen E 60, E 75) Wien–Budapest verläuft nordöstlich in 15 km Entfernung, entlang der östlichen Stadtgrenze von Tatabánya. Oroszlány ist zudem Endpunkt der elektrifizierten Eisenbahnstrecke von Környe.

## Städtepartnerschaften
- Końskie (Polen), seit 2013
- Kuhmo (Finnland), seit 1981
- Plochingen (Deutschland), seit 2010
- Šaľa (Slowakei), seit 1993

## Söhne und Töchter der Stadt
- Zsuzsanna Szabó-Olgyai (* 1973), Stabhochspringerin